# مشربية
المشربية أو الشناشيل (الجمع مشربيات أو شناشيلات) أو الروشن هو عنصر معماري أصله من  مصر وأول من استخدمه بديل بن ورقاء الخزاعي، ويتمثّل في بروز الغرف في الطابق الأول أو ما فوقه، يمتد فوق الشارع أو داخل فناء المبنى (في البيوت ذات الأفنية الوسطيّة). تُبنى المشربية من الخشب المنقوش والمزخرف والمبطّن بالزجاج الملون. تعدّ المشربية إحدى عناصر العمارة التقليدية الصحراوية في البلاد العربية الحارّة، بدأ ظهورها في القرن السادس الهجري (الثالث عشر الميلادي) إبّان العصر العباسي، واستمر استخدامها حتى أوائل القرن العشرين الميلادي. يكثر استخدام المشربيات في القصور والبيوت التقليدية (المباني السكنيّة)، إلا أنها استُخدمت أيضا في بعض المباني العامة مثل دور الإمارة والخانات والمستشفيات وغيرها.

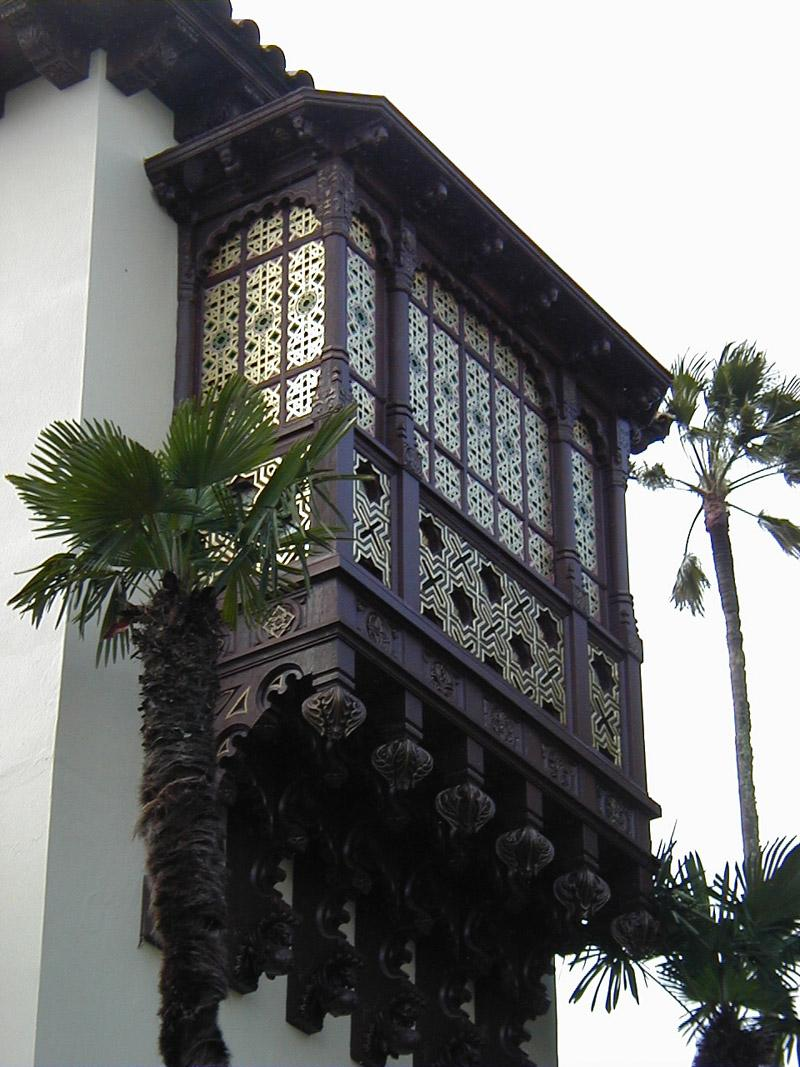
مشربية بكاليفورنيا.

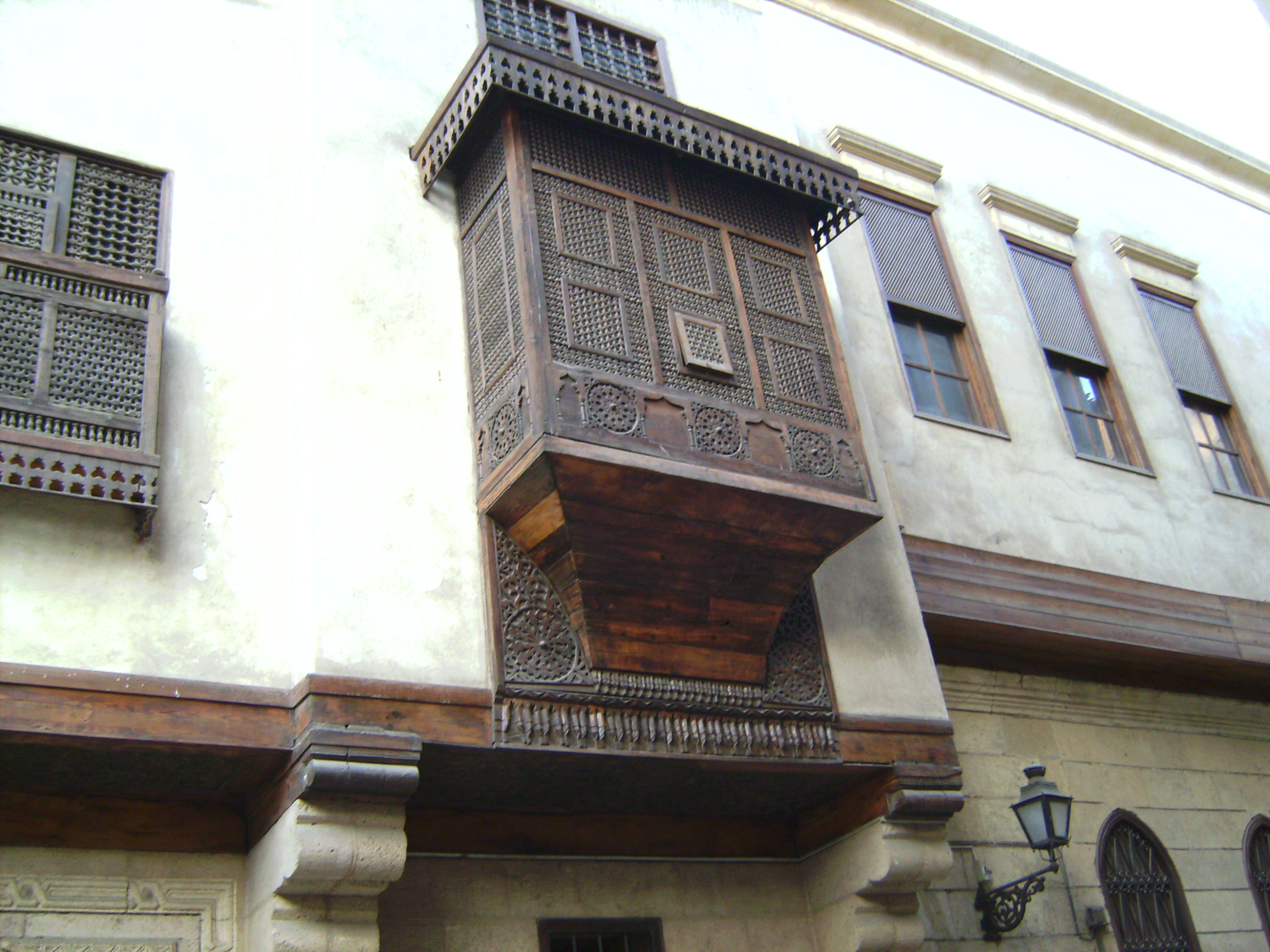
مشربية بالقاهرة

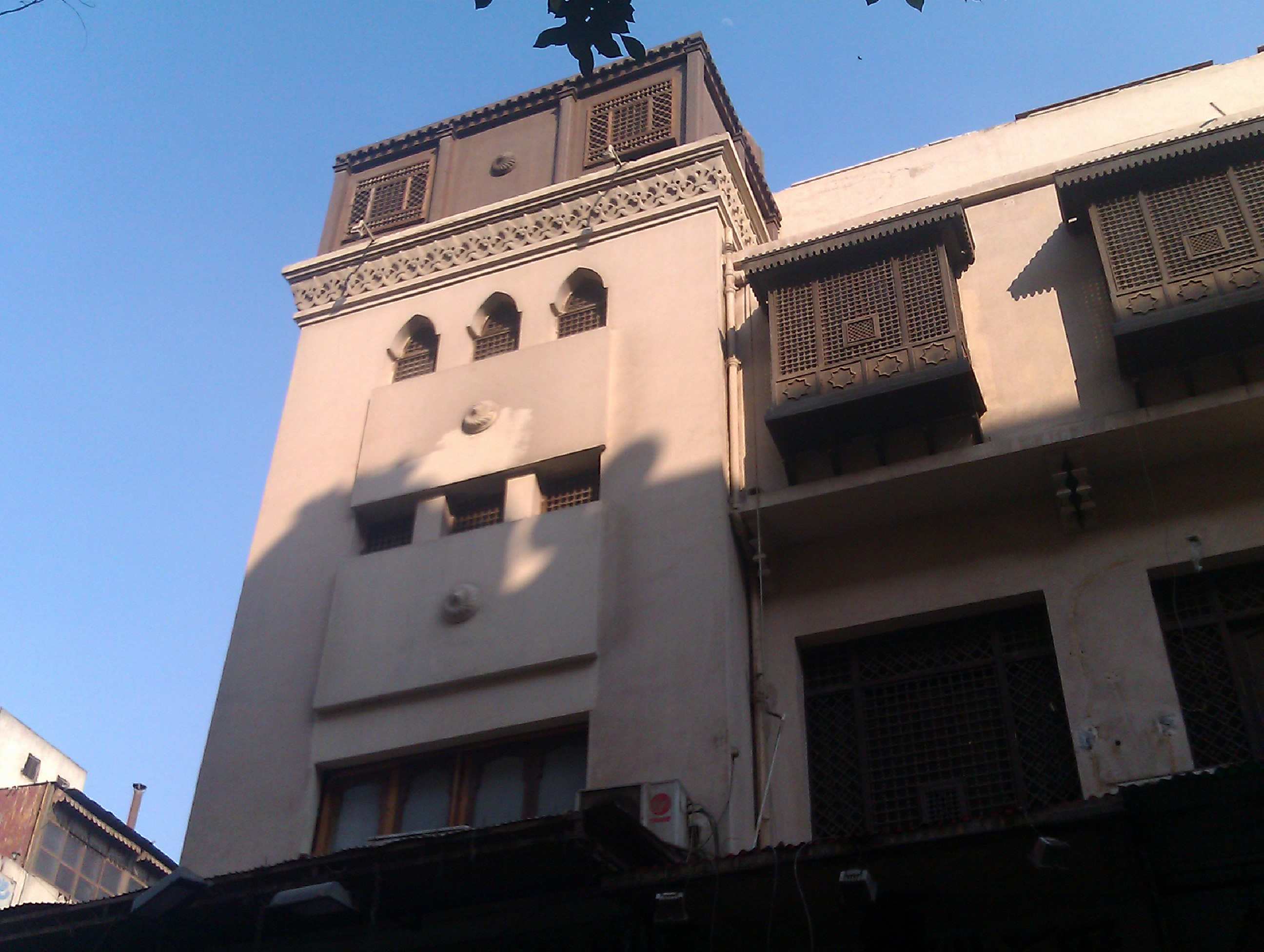
مشربيات أحد بيوت خان الخليلي

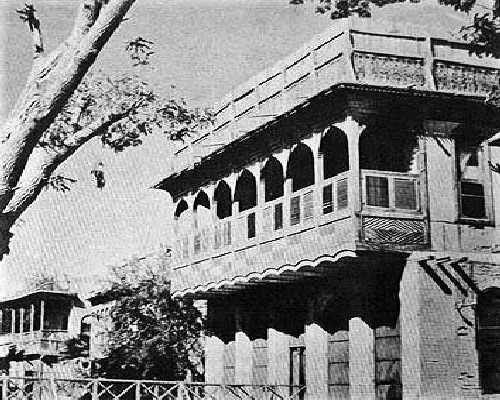
شناشيل البصرة في الخمسينات

## المشربية والمناخ الصحراوي

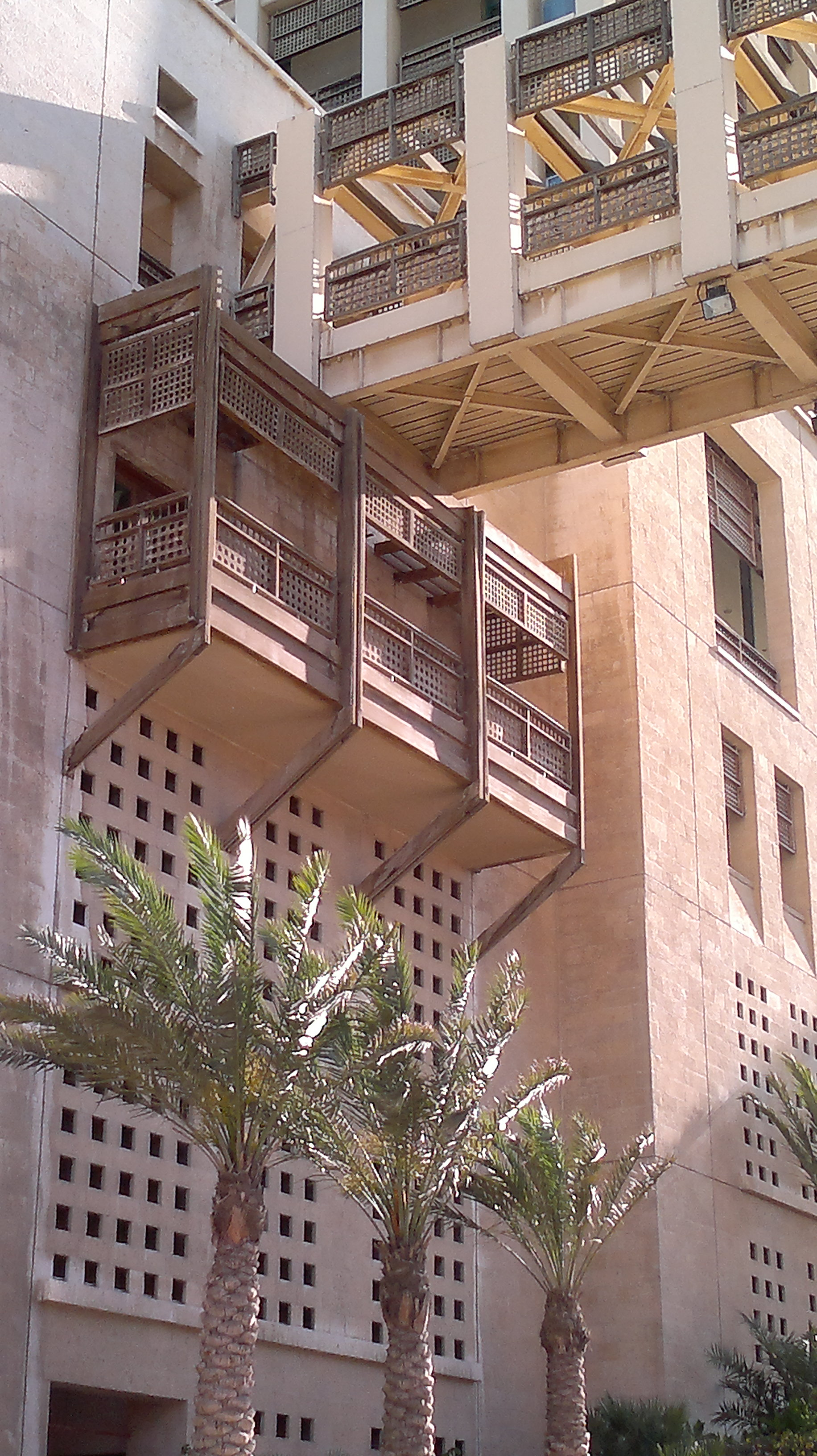
مشربية في عمّان.

المشربية والمناخ الصحراوي متلازمان، حيث أنّ حرارة الصحراء العربية من الصحراء الشمالية في مصر مروراً بشبه الجزيرة العربية وانتهاءً بالعراق، جميعها ذات طابع مناخي واحد، يتّسم بالحرارة العالية جدّاً والجفاف الشديد.
في ظل هذه الظروف المناخيّة الصعبة، كان لا بدّ للإنسان أن يُطوّر طريقته بالبناء بحيث يوفّر البيئة الداخلية المناسبة للحياه والقيام بنشاطاته بمعزل عن أجواء الصحراء الحارّة.
لقد طوّرت العمارة الصحراوية التقليديّة حلولاً إبداعيّة تعاملت مع مختلف العوامل البيئية لتحقيق أفضل الظروف المعيشيّة داخل الفراغ المعماري، حين عرف سكّان هذه الصّحارى كيفيّة استغلال الطاقة التي توفّرت في بيئتهم المحليّة، فقدّموا أنماطاً وعناصرَ معماريّة، أغنت الحياة الاجتماعيّة إلى جانب فعاليتها الوظيفيّة.
قد يصعب علينا فهم عمل المشربيّة بمعزل عن البناء ككُل، لذا لا بدّ من الإشارة إلى طريقة البناء الصحراوية، حيث استُخدمت الجدران الطينيّة السميكة في البناء، والتي بدورها عملت كمخزن حراري، تمتصّ الحرارة الشديدة أثناء النهار، وتمنعها من الوصول إلى داخل الغرف، فتقلل بذلك من التبادل الحراري بين الداخل والخارج شديد الحرارة. وتتخلّص هذه الجدران السميكة من الحرارة التي كسبتها طوال النهار ليلا، حيث أنّ ليل الصحراء نادراً ما يخلو من البرودة.
لقد كانت فتحات التهوية في هذه الجدران السميكة أشبه بالثقوب الصغيرة، والتي عملت إلى جانب ملاقف الهواء، والسقوف المرتفعة على تهوية الغرف وتبريدها بدفع الهواء الساخن إلى الأعلى والتّخلّص منه إلى الخارج. لكنّ هذا النظام لم يكن متكاملاً بما يكفي، حيث أنّ الفتحات الصغيرة لم تكن لتكفي لإنارة الغرف، فنتج من ذلك فراغات معماريّة معتمة، قليلة الصلة بالفراغ الحضري في الخارج أو حتى في البيوت المجاورة.
لقد قدّمت المشربيّة الحل لهذه المشاكل، حيث أنها تدخل كميّات كبيرة من الضوء غير المباشر، وتمنع الإشعاع الشمسي المباشر، المصحوب بدرجات حرارة عالية من الدخول عبر فتحاتها، وبالتالي قدّمت المشربيّة إنارة ذات كفاءة عالية دون زيادة درجات الحرارة في الداخل، ونظراً لزيادة مساحة الفتحات في الجدار، فقد ساهمت المشربية بزيادة تدفّق الهواء بنسبة عالية، وبالتالي زيادة التهوية والتبريد للغرف. وتكمن روعة هذا العنصر المعماري في تكامل وظيفته مع قيمته الاجتماعيّة والجماليّة، حيث أضافت المشربيات قيمة جماليّة إلى الشارع الذي تطل عليه النوافذ، دون المساس بخصوصيّة الفراغات المعماريّة خلف هذه المشربيات

## تطوّر المشربيات

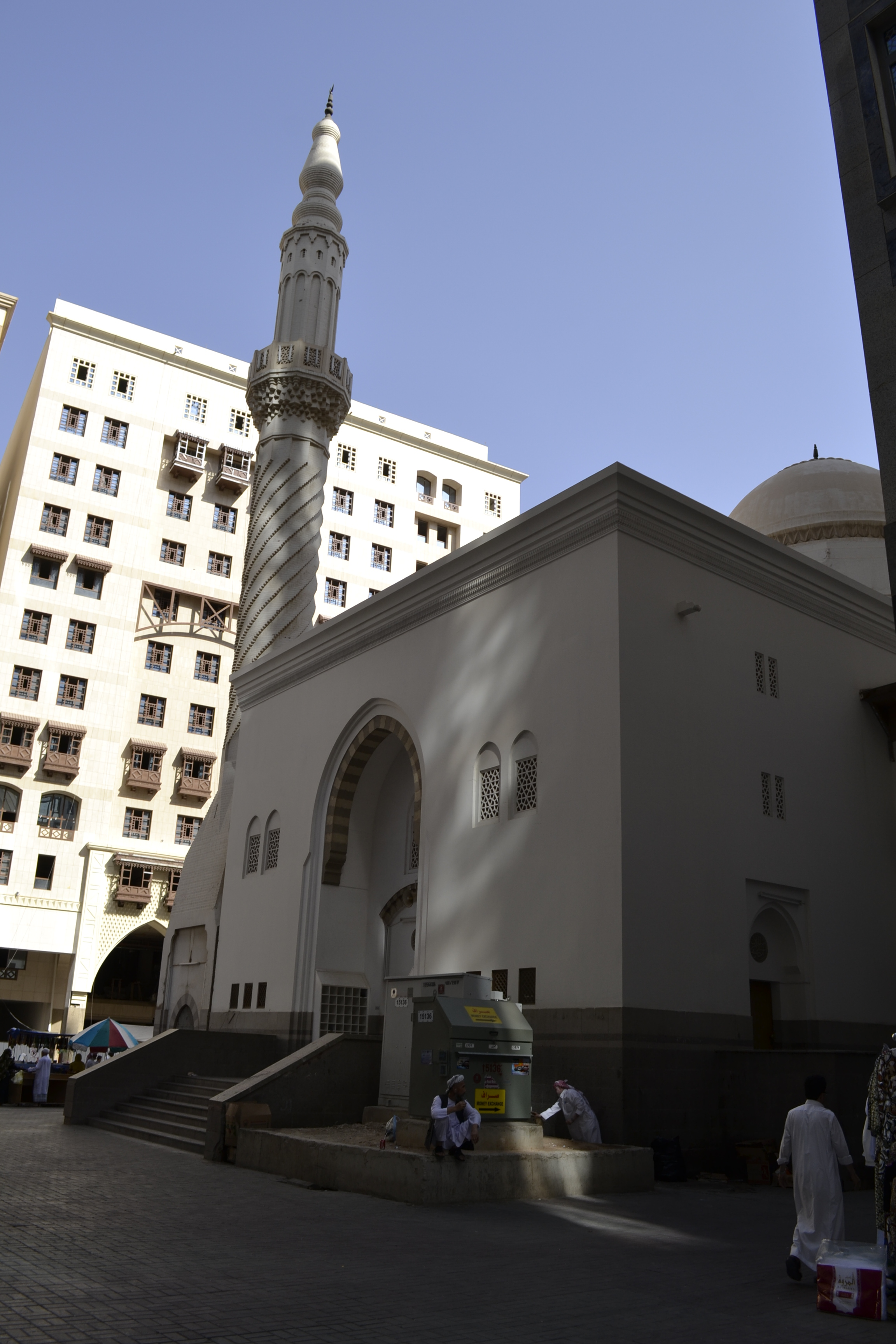
مشربيات بناء حديث في الحجاز

نظراً لطبيعة العمارة دائمة التقلّب والتطوّر، يصعب تحديد الزمن الذي ظهرت فيه المشربية على وجه الدقّة، لكن ما يمكن تأكيده هو أنّ عمليات تطويرها وتحسين أدائها لم تتوقّف لمئات السنين، حيث انتشرت المشربية في الفترة العباسية (750 – 1258) واستخدمت في القصور وعامة المباني وعلى نطاق واسع، إلا أن أوج استخدامها كان في العصر العثماني (1805 – 1517) حين وصلت إلى أبهى صورها وانتشرت انتشارا شبه كامل في العراق والشام ومصر والجزيرة العربية وذلك لأنّ استخدامها في مختلف المباني أثبت فعاليّة كبيرة في الوصول إلى بيئة داخليّة مريحة وفعّآلة بالرغم من الظروف الخارجيّة شديدة الحرارة.
من المهم أن ندرك أنه مع انتشار المشربيات في البلاد الإسلامية والشرقية عامّة، ظهرت أنماط وأشكال مختلفة من المشربيات، تبعاً لنوع الخشب المستخدم واتقان حرفة تشكيل الخشب وتجميعه، إلّا أنّها جميعاً تشترك في أصل واحد وطريقة عمل واحدة.
سميت المشربيّة بأسماء مختلفة في مناطق مختلفة.إن تسمية مشربية مشتقة من اللفظة العربية «شرب»، وتعني في الأصل «مكان الشرب». وكانت في الماضي عبارة عن حيّز بارز ذي فتحة منخلية توضع فيها جرار الماء الصغيرة لتبرد بفعل التبخر الناتج عن تحرك الهواء عبر الفتحة. ومن هنا عرفت المشربيّة بهذا الاسم، إذ إنّ آنية الماء توضع فيه لتبريدها، ولتبريد الهواء المار فوقها.

## هيكليّة المشربيّة وإنشاؤها

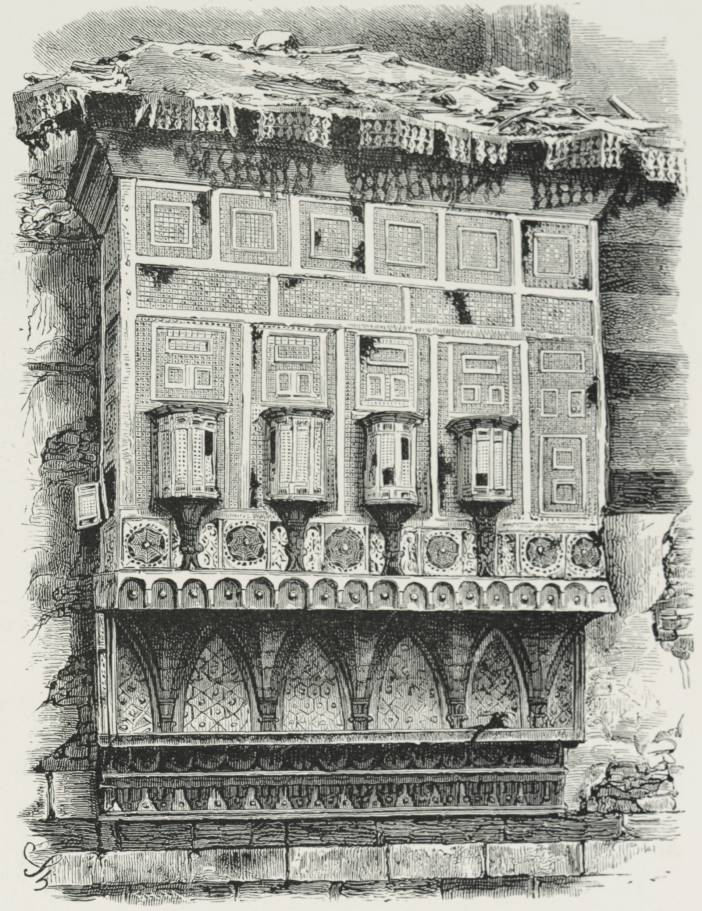
مشربية في مصر 1878م.

إنّ الوصف الدقيق للمشربيّة هو أنّها نافذة (فراغ أو فتحة) في الجدار مغطاة بإطار مكون من تراكب مجموعة من القطع الخشبية الصغيرة اسطوانية الشكل (دائرية المقطع) على شكل سلاسل تفصل بينها مسافات محددة ومنتظمة بشكل هندسي زخرفي دقيق وبالغ التعقيد.
من الوصف السابق لنا أن نستنتج الدور الكبير للحِرَفيين في صناعة المشربيات، إذ أنّ مهمّة الحرفيين لم تقتصر على تكوين مشربيات جميلة ومتقنة الصنع بل استطاعو ان يتحكموا بالطبيعة الوظيفية للمشربية عن طريق تنويع سمات الإطار الخشبي الخارجي، وبما أنّ المناطق التي انتشرت فيها المشربيّات ذات طبيعة صحراوية، ولمّا كان الخشب قليل التواجد في هذه المناطق، أبدع الحرفيون في استخدام خشب ذو أحجام صغيرة وتركيبها مع بعضها البعض، وذلك بدل أن تُنحت المشربيّة من قطعة خشبيّة واحدة كبيرة.
استخدم الحرفيون المخارط لتحويل كل قطعة من الخشب إلى الحجم والشكل المطلوبين، مبتدئين بسلسلة من القطع الخشبية التي يتراوح طولها من100 ملم إلى 1 متر وفقا لمقياس وتفاصيل المشربية كاملةً.
تتشكل القطع الخشبيّة (القضبان) لتكوّن سلسة من الأشكال الاسطوانية التي يتم الفصل بينها بشكل متكرر بقطع أكبر منها، اسطوانية أو مكعبة الشكل والتي تشكل نقاط الترابط بين القضبان الافقية، ويتم حفر تجويف داخل هذه النقاط ليتم تركيب القضبان من خلالها بدون استخدام لاصق أو مسامير، تحتاج هذه العملية لدقة عالية من الحرفيّ خلال الإنشاء.
بعد إتمام صنع شبكة من القضبان حسب المقاييس المطلوبة يتم تأطيرها لتجنب تفككها، حيث يعمل هذا الإطار على توزيع الأحمال (الرياح، الوزن) على الشبكة مما يدعم ثباتها.
يتم التحكم بالظروف الداخلية للفراغ المعماري من خلال التحكم بمسامية الشبكة وذلك من خلال تغيير أطوال وأقطار القضبان. ولكل مبنى خصوصيته في التعامل مع هذه النسب لكي تؤدي الوظيفة المطلوبة على أمثل وجه.

## استخدامات المشربيّة
تحدّثنا في القسم السابق عن كيفيّة ظهور المشربيّة، وتفاوت استخدامها في البلاد العربية في عماراتها الصحراويّة المحليّة، لكنّ هذا الوصف التاريخي لا يوضّح الأسباب العمليّة لاستخدام المشربيّات، حيث أنّ لاستخدامها أبعاداً أعمق، ونتائج هائلة، فهي تعدّ نقطة تحوّل مهمّة في مسيرة العمارة المحليّة.
ولفهم استخدامات المشربيّة وفوائدها، استخدمنا هنا تصنيف المعماري المصري «حسن فتحي» حيث أنه يعرّفها على أنها تقوم بخمس وظائف:

### ضبط درجات الحرارة

#### صيفاً
إنّ أكبر مسبب لارتفاع درجات الحرارة في الفراغات المعماريّة الداخليّة هو الكسب الحراري المباشر من أشعّة الشمس، وبالتالي فإنّه ينصح تجنّب الأشعّة الساقطة على النوافذ بزاوية سقوط كبيرة ومباشرة، والاكتفاء بالوهج المنعكس الأقل كثافة الذي لا يسبب الكسب الحراري للداخل.
وبما أنّ المشربيّة سمحت بالفتحات الكبيرة في الجدران (كما أسلفنا في البداية)، فقد أصبح من الممكن لتيّار ثابت من الهواء أن يمر عبر فتحاتها الصغيرة إلى داخل الغرف، مما يساعد مستخدمي المكان على فقد الحرارة من أجسامهم عن طريق التعرّق.
وقد اعتاد السكّان المحليّون على وضع آواني الشرب الفخاريّة في المشربيّات، مما سمح للهواء الداخل إلى المبنى أن يفقد من حرارته عن طريق تبخير أجزاء من مياه الشرب في الآنية، وبالتالي يدخل الهواء البارد «نسبيّا» إلى الغرف.

#### شتاءً
يسمح تصميم القضبان وفتحات المشربيّة لأشعّة الشمس في الشتاء بالدخول إلى الفراغ المعماري الداخلي، حيث يتم تصميم هذه الفتحات والأخذ بعين الاعتبار زوايا سقوط الشمس شتاءً،(حيث أنها تكون أقرب إلى الأرض)، وبالتالي يزيد ذلك من درجة حرارة الداخل ويشعر السكّان بالدفئ.إنّ نقطة تحوّل المشربيّة من أداة لتلطيف الجو الحار إلى أداه للحفاظ على درجات الحرارة شتاءً هي نقطة حرجة، لذا يجب على الحرفي والمعماري أن يفهما تماما عمل المشربيّة واستجابتها لأشعّة الشمس في كلا الفصلين.

### ضبط مرور الضوء.
على المصمم أن يختار المسافات الفاصلة وحجم قضبان مناسب للمشربيّة التي تغطّي فتحة في الواجهة بحيث تعترض الإشعاع الشمسي المباشر، في الواجهات الجنوبيّة يستخدم مشبك ذا مسافات فاصلة صغيرة.
ويقلل التدرّج في شدّة الضوء (التدرّج الناتج عن سقوطه على القضبان دائريّة المقطع) من حدّة التباين بين سواد القضبان (غير المنفّذة للضوء) وشدّة الوهج بينها، لذلك فإن عين الناظر لا تبهر من هذا التباين بين السواد والبياض، بعكس ما يحدث عند استخدام كاسرات الشمس.
ويفضّل أن تكون قضبان المشربيّة التي تقع على مستوى الإنسان قريبة من بعضها البعض، لزيادة الانكسارات في الضوء المار من خلالها، فتخفف من الإبهار الناتج من أشعة الشمس ومكوّنات المشربيّة، ولتعويض نقص الإضاءة في المستوى السفلي، يفضّل زيادة المسافة بين القضبان كلّما اتجهنا إلى الأعلى.

### ضبطتدفقالهواء

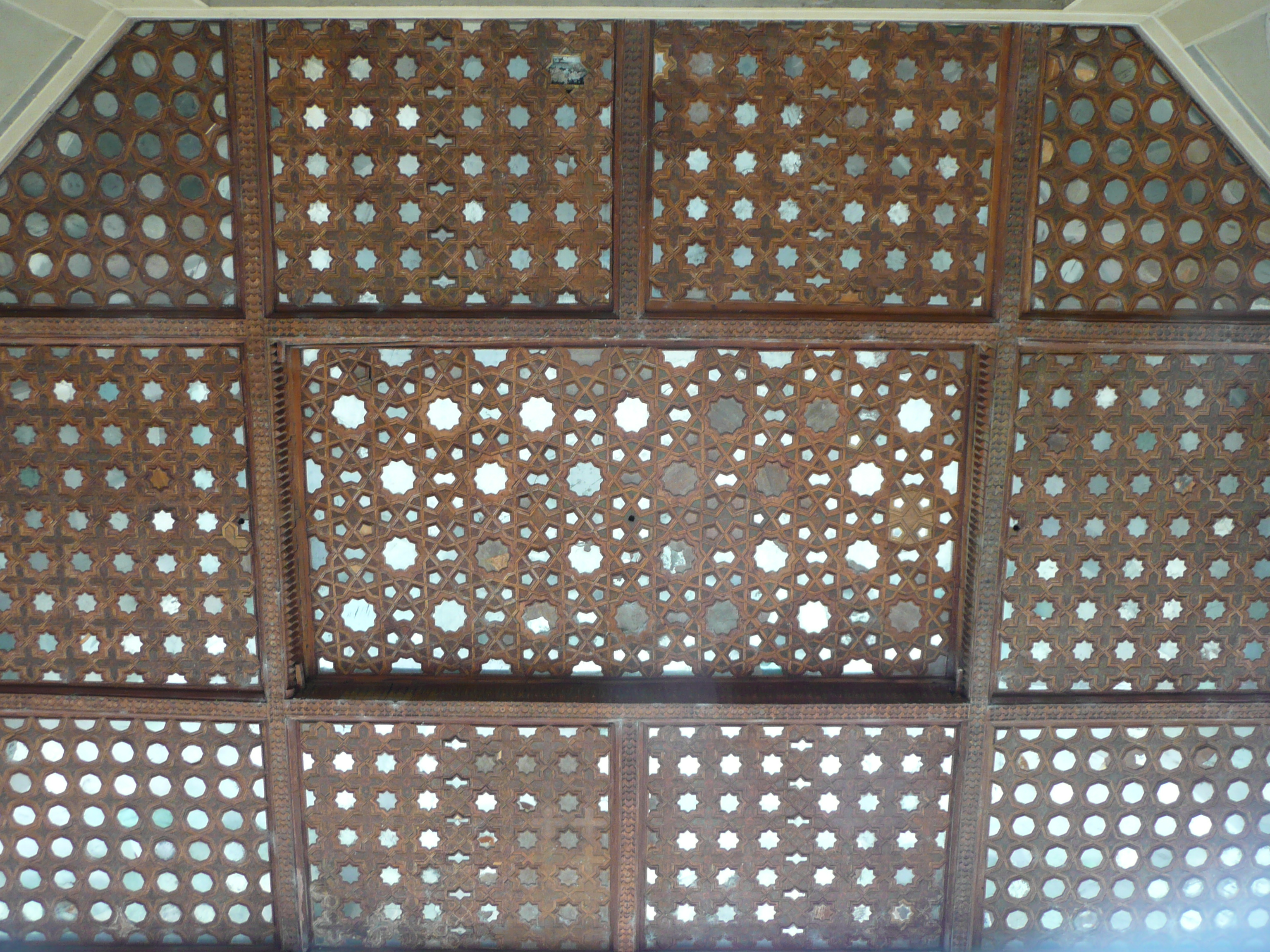
مشربية في أصبهان

توفّر المشربيّة ذات الفتحات الكبيرة الواضحة فراغات أكبر في المشبك، مما يساعد على تدفّق الهواء داخل الغرفة، أمّا عندما تتطلّب اعتبارات الإنارة فتحات ضيّقة لتقليل الإبهار، فإنّ تدفّق الهواء ينقص بشكل ملحوظ.
يعوّض هذا النقص السلبي لتدفّق الهواء من خلال فتحات أكبر بين قضبان المشربيّة في الجزء العلوي منها. ومن هنا ظهرت أجزاء المشربيّة الرئيسة وهي:
-جزء سفلي يتكوّن من مشبك ضيّق ذي قضبان دقيقة.
-جزء علوي يتكوّن من مشبك عريض ذي قضبان خشبيّة عريضة اسطوانيّة الشكل (الطراز الصهريجي).
أمّا إذا بقيت حسابات تدفّق الهواء غير كافية، فيمكن تعويض النقص السلبي من خلال فتح الواجهة بأكملها ومن ثمّ تغطيتها بمشربيّة واسعة جدّا.

### زيادة نسبة رطوبة تيّار الهواء.
يتم من خلال طريقتين:
- وضع جرار فخارية ذات مسامية عالية في المشربية، مرور التيار الهوائي فوق هذه الجرار يؤدي إلى تبخر كميات من الماء الموجودة على سطحها نظرا لمساميتها المرتفعة، بالتالي يبرد التيار الهوائي، تسمى هذه العملية التبريد التبخيري.هذه العملية لا تؤثر على المضمون الحراري للهواء، لان التبريد التبخيري يقلل من الحرارة الكامنة للهواء وبالتالي يزيد من رطوبة الجو.
- جميع الألياف العضوية مثل الخشب المستخدم في المشربيات، تمتص وترشح كميات معقولة من الماء بسهولة تامة. طالما لم يتم تغطيتها أو دهنها. يفقد الهواء المار من خلال المشربية الخشبية المنفذة بعضا من رطوبته وذلك بامتصاص القضبان الخشبية لها إذا كانت معتدلة البرودة، كما تكون في الليل عدة. وعندما تسخن المشربية بفعل ضوء الشمس المباشر فإنها تفقد هذه الرطوبة للهواء المتدفق من خلالها. ويمكن استعمال هذه التقنية لزيادة رطوبة الهواء الجاف أثناء الحر في النهار، وتبريد الهواء وترطيبه في أكثر الأوقات احتياجاً لذلك. ولقضبان المشربية المسافات الفاصلة بينها حجوم مطلقة ونسبية مثلى، تعتمد على مساحة السطوح المعرضة للهواء، ومعدل مرور الهواء من خلالها، لذلك فإن زيادة مساحة السطح عن طريق زيادة حجم القضيب تؤدي إلى زيادة التبريد والترطيب. إضافة إلى ذلك، فإن قضيباً كبيراً له في الوقت ذاته مساحة سطحية أكبر تزيد من قدرته على امتصاص بخار الماء بلإضافة إلى التبريد الناجم عن تبخر الماء فوق سطحه. كذلك تكون سعة امتصاصه للماء أكبر، مما يمكنه من الاستمرار بعملية إطلاق بخار الماء عن طريق التبخر لفترة زمنية أطول.

### توفير الخصوصيّة للسكّان.
بالإضافة لتأثيراتها الفيزيائيّة، توفّر المشربيّة الخصوصيّة للسكان، مع السماح لهم في الوقت ذاته بالنظر إلى الخارج من خلالها. وهذا يدعم استخدام المشربيّة ذات الجزئين، حيث يضمن الجزء السفلي الخصوصيّة، في حين يتم تدفّق الهواء عبر الجزء العلوي منها.
وهذا يعطي المشربيّة بعداً نفسيّا رائعا حيث يشعر الساكن أنّه غير مفصول عن الفراغات الخارجيّة، دون فقدان عامل الخلوة، مما يعطي الساكن شعورا بالاطمئنان.

## المشربيات في التراث العربي والأدب
للمشربيات تأثير كبير على الثقافة الشعبية في العراق وقد نسجت العديد من القصص والقصائد عن المشربيات، أبرزها قصة «حب نجار الشناشيل لإبنة الجيران». ويطلق على الواجهة الواحدة شناشيل وجمعها شناشيلات وهناك العديد من الأغاني الفلكلورية تدل على ذلك منها:
فدوة للشناشيلات 

تكعد بيهن الحلوات 

تكثر بيهن الضحكات

فدوة للشناشيلات
وأغنية أخرى تقول كلماتها: 

شناشيلك ياسف اليوم 

يحله الليل بيه النوم 

بس آنه أظل مهموم 

كل ليلي أجر حسرات

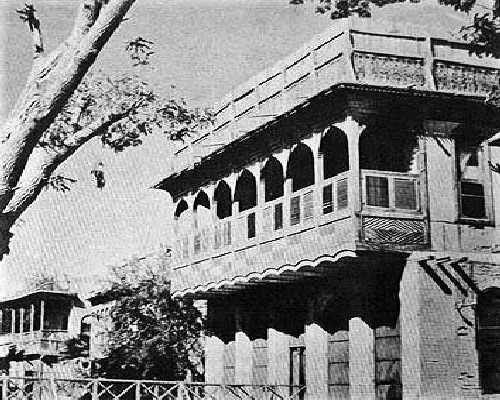
شناشيل البصرة القديمة أحد مميزات بيوت الجزء القديم من مدينة البصرة،1954م. يلاحظ كونها مفتوحة

كما ذكرت في بعض كتب التاريخ مثل النجوم الزاهرة لابن تغري بردي: «في سنة إحدي وأربعين وأربعمائة هبت ريح سوداء ببغداد وأظلمت الدنيا وقلعت روشن دار الخلافة». وفي عجائب الآثار للجبرتي: «ونهب العسكر بيت الباشا وباتت النار تلتهب فيه وأحرقت تلك الأبنية العظيمة والقصور والمجالس والمقاعد والرواشن».
كتب الشاعر بدر شاكر السياب قصيدة بعنوان”شناشيل ابنة الجلبي".

## معلومات عامة
.

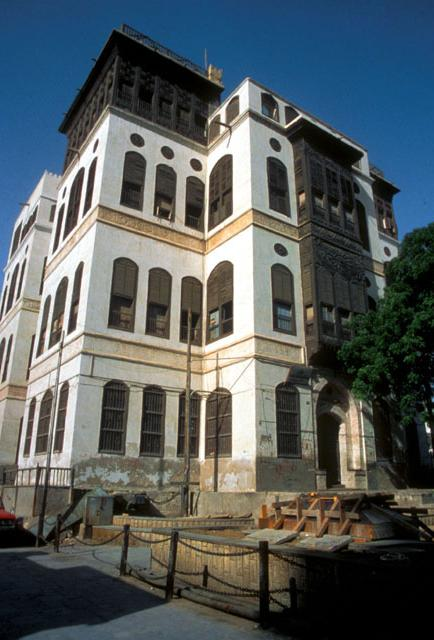
بيت ناصيف التقليدي (1881)م بمدينة جدة، المملكة العربية السعودية

- تلقّب البصرة بأم الشناشيل لكثرة المشربيات التي تطل على شط العرب فيها، والشناشيل كلمة مفردة ليست جمعاً، وهي غرفة ذات شبابيك تطلُّ على الطريق، أصلها«شاه نشين» أي «مجلس السلطان»، والجمع «شناشيلات».[1]
- تبنى المدات التي تستند عليها المشربية في القاهرة والبصرة من الخشب، وتبنى في بغداد من الحديد (آي بيم) يسمى «الشيلمان»
- تأثر الغرب في العصور الوسطى بالمشربيات (بالإضافة إلى عناصر معمارية أخرى) فبنوا المشربيات الحجرية ذات النوافذ في بعض قلاعهم.
- يقال أن المشربيات من مخلفات الموسرين. فلطالما كان يعرف ثراء أصحاب البيوت من شناشيلها لما تتطلبه من أموال وفيرة وكلف عالية.
- بعض البيوت ذات المشربيات أو الشناشيل استغرق العمل في بنائها أكثر من ثلاثة أعوام. وقد اعتمد في بنائها على خشب التوت (التكي) أو خشب السدر (النبق) وغيره من الأخشاب المحلية المتوفرة.
- بعض المشربيات التي بنيت في بغداد في العشرينيات والثلاثينيات من القرن العشرين تأثرت بحركتي "الآرت نوفو" والآرت ديكو" الغربيتان ويظهر هذا في النقوش والزخارف.

## معرض صور

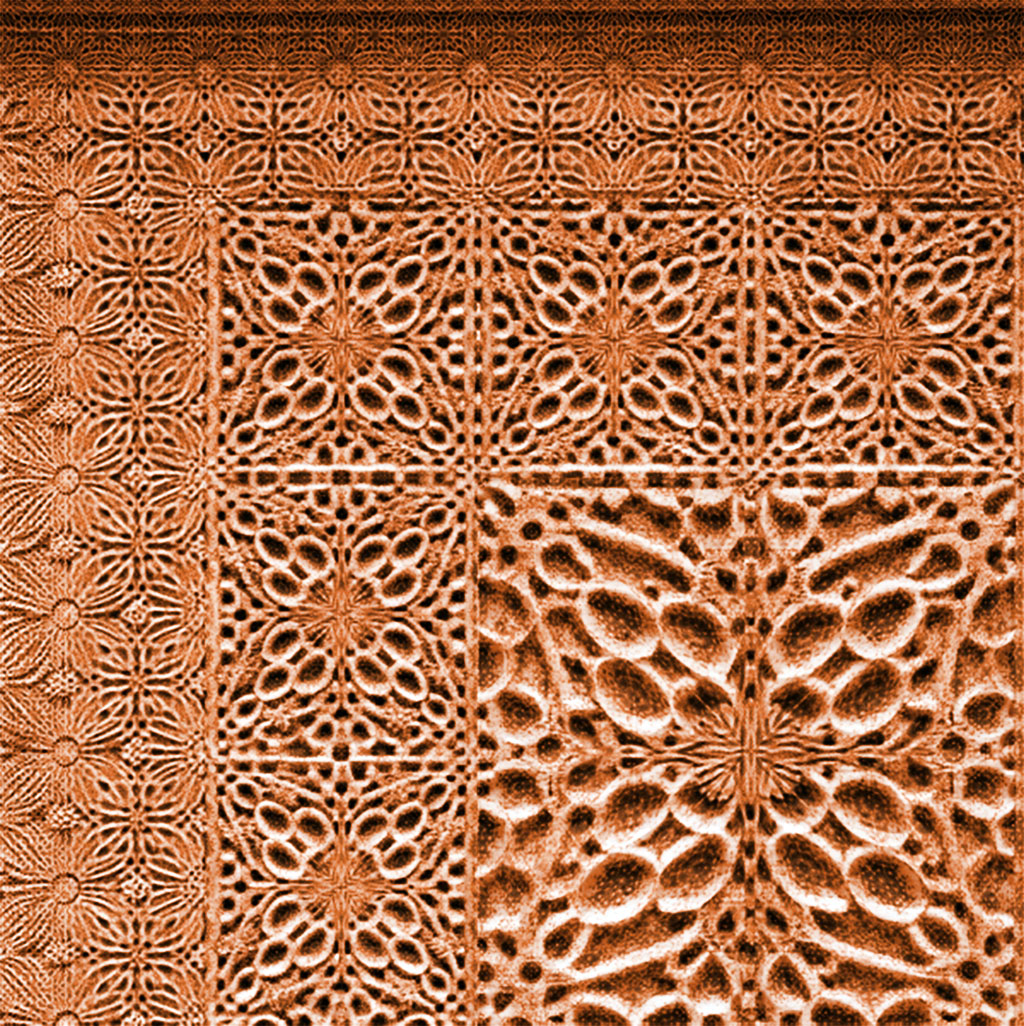
تصميم واجهة لمشربية مصنوعة من الخشب المنحوت